# Lepontski јezik
Lepontski (engleski: Lepontic language, ISO 639-3 xlp) je ime izumrlog jezika koji su govorili Kelti u delovima Recije i Cisalpinske Galije (to je kraj između današnje Švajcarske i Italije)  otprilike od 700. pne. do 400. pne.

## Istorija
Pronađeno je vrlo malo natpisa i to uz jezera Lugano Como i Maggiore.
Lepontski je bio jezik koji je pripadao grupi kontinentalnih keltskih jezika iz porodice Indoevropskih jezika.
Neki lingvisti smatraju da je Lepontski bio samo dijalekt Galskog jezika, ali većina ga drži posebnim jezikom.